# Dule Hill
Karim Dulé Hill (rođen 3. svibnja 1975.) je američki glumac i plesač. Najpoznatiji je po ulogama osobnog pomoćnika Predsjednika SAD-a Charlieja Younga u NBC-jevoj televizijskoj seriji Zapadno krilo i kao farmaceutski prodavač i privatni istražitelj Burton "Gus" Guster u televizijskoj seriji Psych. Također je nastupio i u filmovima Holes i Ona je sve to. 
Nastup u seriji Zapadno krilo donio mu je, za sada jedinu, nominaciju za prestižnu televizijsku nagradu Emmy u kategoriji najboljeg sporednog glumca.

## Osobni život
Hill je rođen u East Brunswicku, država New Jersey. Od ranog djetinjstva išao je na balet, a nastupao je i na Broadwayju. Maturirao je 1993. godine u Sayrevilleu, New Jersey, a nakon toga studirao je glumu u studio Williama Espera. U reklami koja se emitirala na Američkim televizijskim mrežama, Hill je pomovirao kršćanstvo.
2004. godine oženio se glumicom Nicole Lyn. 

## Karijera
Svoju prvu filmsku ulogu odradio je još 1993. godine u četvrtom razredu srednje škole. 
1999. godine pridružio se glumačkoj ekipi televizijske serije Zapadno krilo u kojoj je glumio osobnog pomoćnika Predsjednika SAD-a Josiaha Bartleta (Martin Sheen). Tijekom šeste sezone, njegov lik - Charlie Young - postao je asistent zamjenika predstojnika ureda. Hill je glumio u seriji punih šest sezona nakon čega je odlučio otići, početkom sedme sezone (rujan 2005.) kako bi nastupio u Pilot epizodi televizijske serije Psych koja je imala premijeru 7. srpnja 2006. Međutim, nakon što je NBC objavio da će Zapadno krilo završiti u svibnju 2006., Hill se vratio te sedmu sezonu odradio do kraja.
Hill je također nastupio u filmovima Ona je sve to iz 1999. godine s Freddiejem Prinzeom, Jr. i Rachel Leigh Cook (zajedno će kasnije glumiti i u seriji Psych) kao i u Disneyjevim Holes i Čuvari mora.